# Firefly Aerospace
Firefly Aerospace ist ein US-amerikanisches Raumfahrtunternehmen. Firefly entwickelt zwei Trägerraketen: Die Alpha (auch Firefly α) für bis zu 1 t schwere Nutzlasten und die Eclipse (vormals Beta und MLV) für Nutzlasten bis 16 t. Außerdem betreibt das Unternehmen den Mondlander Blue Ghost und ist an der Entwicklung der Rakete Antares 330 beteiligt.
Ein erster Startversuch der Alpha im September 2021 schlug fehl. Mit dem zweiten Start wurden am 1. Oktober 2022 mehrere Satelliten in eine Erdumlaufbahn befördert. Am 2. März 2025 gelang die erste Mondlandung eines Blue Ghost.
Firefly Aerospace bedeutet übersetzt „Leuchtkäfer-Luft-und-Raumfahrt“. Ein stilisierter Leuchtkäfer bildet auch das Firmenlogo.

## Geschichte
Im Januar 2014 gründete der Ingenieur Thomas Markusic das Unternehmen Firefly Space Systems. Es war einer von vielen Kleinraketenherstellern, die in Erwartung eines Booms im Markt für Kleinsatelliten entstanden. Markusic hatte zuvor für die NASA, für SpaceX, für Blue Origin und für Virgin Galactic gearbeitet. Mit Firefly begann er die Entwicklung der zweistufigen Rakete Alpha. Sie sollte Methan als Treibstoff verwenden und 400 kg Nutzlast transportieren können. Als besondere Innovation war für die erste Raketenstufe ein Triebwerk mit zwölf Brennkammern in Aerospike-Anordnung vorgesehen. Firefly Space Systems war zunächst – wie SpaceX – in Hawthorne in Kalifornien ansässig, verlegte seinen Sitz aber nach einem Dreivierteljahr nach Cedar Park, einem Vorort der texanischen Hauptstadt Austin.
Noch im Gründungsjahr überschattete ein Rechtsstreit mit Virgin Galactic den Geschäftsverlauf. Virgin warf Markusic unter anderem vor, Geschäftsgeheimnisse und -materialien gestohlen und für die Entwicklung der Alpha genutzt zu haben. Die Beweise dafür habe er mittlerweile vernichtet. Während Firefly-Ingenieure mit dem Test des neuen Aerospike-Triebwerks begannen, eskalierte der Streit mit Virgin. Im August 2016 bestätigte ein Schiedsgericht den Vorwurf der Beweisvernichtung. Kurz darauf zog sich ein wichtiger Investor zurück. Firefly geriet in eine finanzielle Krise und musste den Betrieb einstellen. Dadurch ging auch der einzige, von der NASA erteilte Startauftrag verloren.
Die Vermögenswerte des insolventen Raketenherstellers wurden 2017 von dem ukrainischen Investor Max Poljakow aufgekauft. Poljakow formte daraus die neue Firefly Aerospace, Inc. Der operative Hauptsitz des Unternehmens verblieb in Cedar Park; hinzu kam 2018 ein Entwicklungsbüro in Dnipro, dem Zentrum der ukrainischen Raumfahrtindustrie. Schon bald arbeiteten in der ukrainischen Niederlassung mehr Mitarbeiter als in den USA.
Unter der Kontrolle Poljakows wurde die geplante Rakete erheblich vergrößert; außerdem entschied man sich auch bei der Erststufe für ein konventionelles Triebwerksdesign. Erste Tests des vollständigen Motors fanden im März 2019 statt. Die Zweitstufe absolvierte kurz darauf bereits einen fünfminütigen Testlauf. Im selben Jahr kündigte Firefly auch die Entwicklung eines Mondlanders an; dabei werde man mit Israel Aerospace Industries (IAI) zusammenarbeiten, dem Hersteller des Mondlanders Beresheet. Zuvor hatte sich das Unternehmen bereits im Rahmen des CLPS-Programms (Commercial Lunar Payload Services) für den Transport von NASA-Nutzlasten zur Mondoberfläche qualifiziert.
Im Jahr 2020 konnte Firefly wieder erste Startaufträge für die Alpha einwerben. Auch den NASA-Auftrag für den Start einer Elana-Mission gewann man zurück. Ende 2020 wurde das erste Raketenexemplar fertiggestellt. Der ursprünglich für 2016 geplante Start dieser Rakete fand am 3. September 2021 statt. Als Nutzlast wurden kostenlos CubeSats und PocketQubes von Universitäten und Unternehmen transportiert. Die Rakete erreichte wegen eines Triebwerksausfalls der Erststufe nicht die vorgesehene Geschwindigkeit; zwei Minuten nach dem Abheben leitete das Personal der Vandenberg Air Force Base daher ihre Selbstzerstörung ein. Eine erste Überprüfung der Flugdaten deutet darauf hin, dass ein elektrisches Problem die Abschaltung des Triebwerks verursachte.
Im Frühjahr 2022 verkaufte Poljakow seinen Anteil von 58 % an das Beteiligungsunternehmen AE Industrial Partners, nachdem US-Behörden seine Rolle und Nationalität als Sicherheitsrisiko eingestuft und weitere Startgenehmigungen für die Firefly Alpha verweigert hatten- Bereits im November 2020 war Poljakow aus diesen Gründen als Vorstand zurückgetreten, um das Unternehmen bei der Vergabe von Regierungsaufträgen nicht zu benachteiligen. Im Juni 2022 verlor auch Tom Markusic sein Amt als CEO; er wechselte in die Position des Technikvorstands.

## Standorte und Einrichtungen

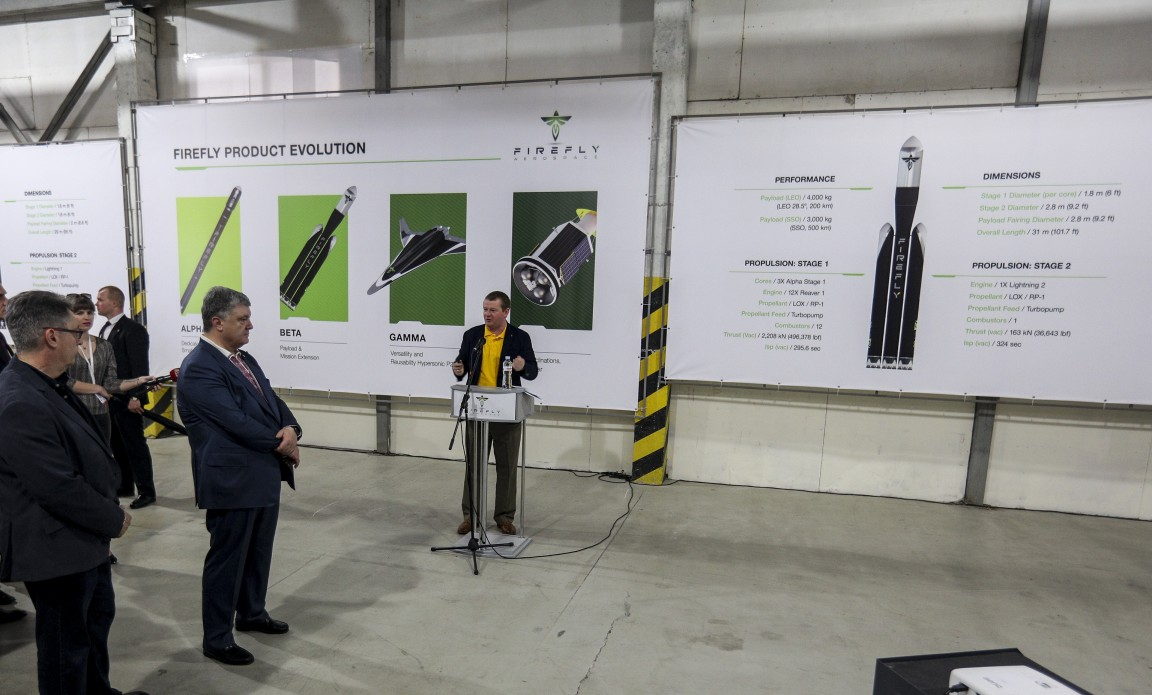
Der ukrainische Präsident Petro Poroschenko (2. v. r.) bei der Eröffnung der Firefly-Niederlassung in Dnipro

Die Entwicklungstätigkeit von Firefly verteilt sich auf die beiden Einrichtungen in Cedar Park und Dnipro. Außerdem betreibt das Unternehmen etwa 50 Kilometer nördlich des texanischen Hauptsitzes ein Produktions- und Testzentrum.
Für den Start von Satelliten in stark geneigte Umlaufbahnen übernahm Firefly den Space Launch Complex 2W der Vandenberg Space Force Base in Kalifornien. Dieser Startplatz war bis 2018 für die Delta II genutzt worden; für die Alpha wurde er entsprechend umgebaut. Ein weiterer Startplatz ist am Mid-Atlantic Regional Spaceport an der US-Ostküste in Vorbereitung. Ältere Pläne, den Space Launch Complex 20 der Cape Canaveral Space Force Station in Florida zu nutzen, wurden für unbestimmte Zeit zurückgestellt.

## Firefly Alpha

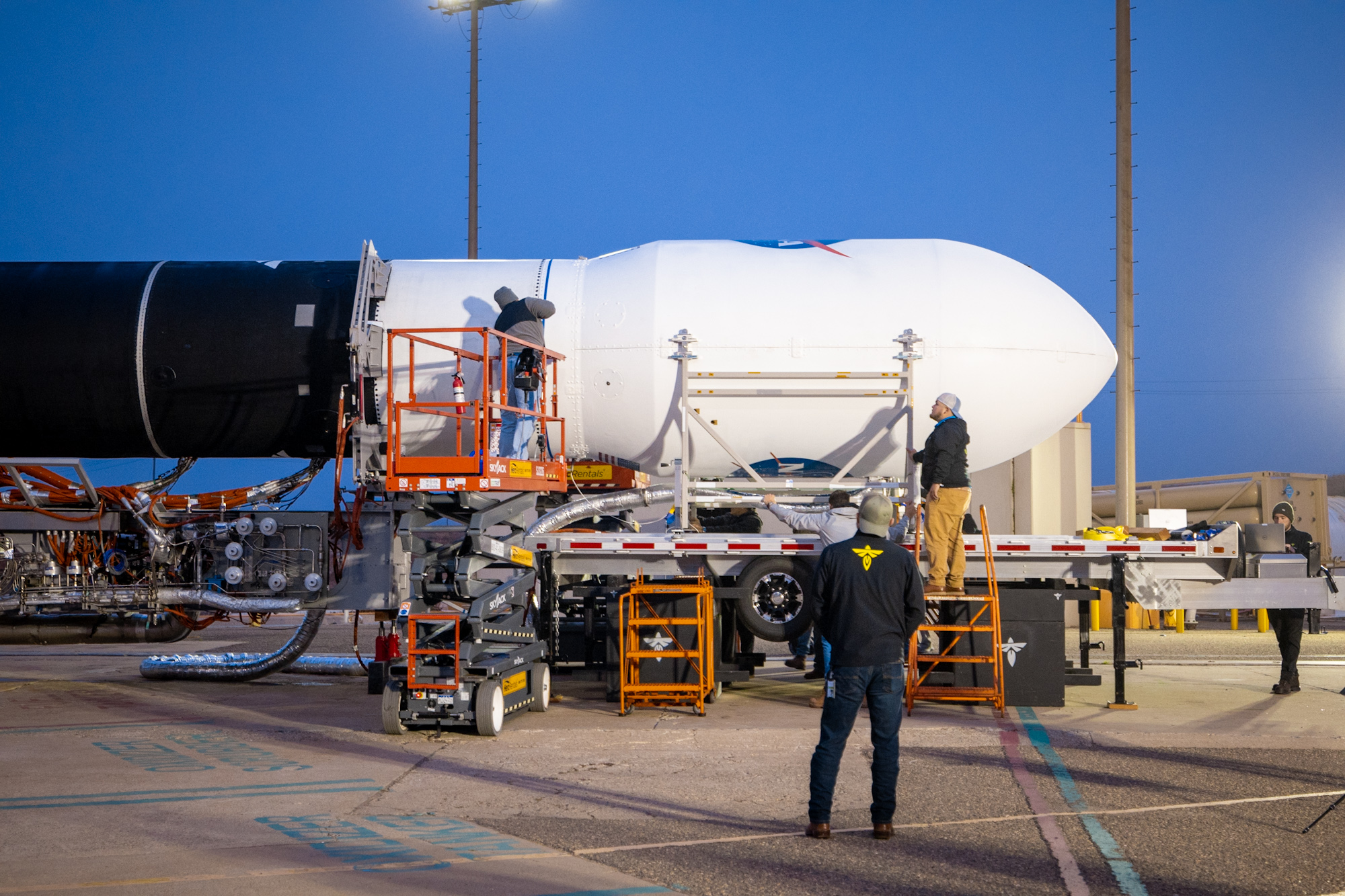
Eine Alpha wird für den Start vorbereitet (2024)

### Verwendung
Auch in der vergrößerten Form ist die Alpha ein Vehikel für den Start von Kleinsatelliten. Als Nutzlastkapazität nennt der Hersteller 1000 kg für niedrige Erdumlaufbahnen (LEO). In eine 500 km hohe sonnensynchrone Umlaufbahn (SSO) sollen bis zu 630 kg transportiert werden können. Mit einer zusätzlich geplanten Kickstufe soll auch der Transport von 600 kg in geostationäre Umlaufbahnen und 500 kg zum Mond möglich sein. Für eine spätere Raketenversion werden über 800 kg SSO-Nutzlastkapazität angestrebt.
Zur Vermarktung der Rakete schloss Firefly verschiedene Rahmenvereinbarungen. Unter anderem bestehen Abmachungen mit dem britischen Satellitenhersteller Surrey Satellite Technology (SSTL), dem US-amerikanischen Startvermittler Spaceflight, dem italienischen Raumfahrtdienstleister D-Orbit und dem multinationalen Luft- und Raumfahrtkonzern Airbus Defence and Space. Der Preis pro Start soll bei etwa 15 Millionen US-Dollar liegen.
Als wichtigstes Konkurrenzprodukt nannte Thomas Markusic die Rakete PSLV der indischen Weltraumbehörde ISRO. Direkt in den USA entsteht auch Wettbewerb durch die RS1 von ABL Space Systems.

### Technischer Aufbau

Funktionsschema aller Firefly-Triebwerke (vereinfacht)

Die Alpha ist als zweistufige Rakete ausgelegt. Eine optionale dritte Stufe, die als Kickstufe innerhalb der Nutzlastsektion transportiert würde, wurde im November 2018 angekündigt.
Außenhülle und Tanks der ersten und zweiten Raketenstufe werden ebenso wie die Nutzlastverkleidung aus kohlenstofffaserverstärktem Kunststoff gefertigt. Durch diese Leichtbauweise wiegt die knapp 30 Meter hohe Rakete nur 3,8 Tonnen. Die maximale Startmasse inklusive Treibstoff und Nutzlast beträgt 54 Tonnen.
Alle Triebwerke der Alpha werden mit Raketenkerosin (RP-1) und Flüssigsauerstoff betrieben. Sie werden regenerativ gekühlt und arbeiten nach dem Abzapfverfahren (tap-off cycle); das heißt die Düsenwand wird mit durchgeleitetem Treibstoff gekühlt, während die Treibstoff- und die Sauerstoffpumpe von einer Turbine angetrieben werden, die wiederum mit abgezapftem heißem Gas aus der Brennkammer betrieben wird. In der Erststufe sind vier solcher Motoren mit der Bezeichnung Reaver 1 vorhanden, in der zweiten einer namens Lightning 1 („Blitz 1“). Den Gesamtschub im Vakuum gibt Firefly mit 736 kN für die erste und 70 kN für die zweite Stufe an. Die Erststufe wird allerdings nicht im Vakuum, sondern innerhalb der Atmosphäre betrieben, wo die Triebwerke weniger Schub erzeugen.
Weitere technische Daten sind in der Raketendatentabelle aufgeführt.

### Erfolgte Starts
Stand: 30. Juni 2025
Nutzlasten ohne Flaggensymbol wurden für US-amerikanische Kunden gestartet. CubeSats sind mit dem Symbol „◻“ gekennzeichnet, PocketQubes mit „▫“ und fest montierte (nicht auszusetzende) Nutzlasten mit „⇓“.
| Flug Nr. | Datum (UTC)             | Startplatz  | Kunde / Nutzlast                                                                                   | Art/Zweck der Nutzlast | Orbit 3          | Anmerkungen |
| -------- | ----------------------- | ----------- | -------------------------------------------------------------------------------------------------- | --- | ---------------- | --- |
| FLTA001  | 3. Sep. 2021 01:59      | VSFB SLC-2W | Serenity BSS1 Hiapo FossaSat-1B FossaSat-2 Genesis-L, -N Qubik-1, -2 Spinnaker 3 Firefly Capsule 1 | Ausbildung, Experimente ◻ Antriebserprobung ◻ Forschung und Ausbildung ◻ Kommunikationserprobung ▫ 2 × Kommunikationserprobung ▫ Sonnensegel ⇓ Zeitkapsel ⇓ | 300 km (geplant) | Fehlschlag Weltraum wegen eines Triebwerksausfalls nicht erreicht. Missionsbezeichnung: DREAM                             |
| FLTA002  | 1. Okt. 2022 07:01      | VSFB SLC-2W | Serenity TechEdSat-15 Fossasat-1B Genesis-G, -J Qubik-3, -4 Firefly Capsule 2                      | Ausbildung, Experimente ◻ Technologieerprobung ◻ Kommunikationserprobung ▫ Zeitkapsel ⇓                                                                     | 280 × 220 km     | Teilerfolg zu niedriger Orbit Missionsbezeichnung: To the Black                                                           |
| FLTA003  | 15. Sep. 2023 ca. 02:27 | VSFB SLC-2W | Victus Nox (TacRS-3)                                                                               | militärischer Probestart | 540 km           | Erfolg |
| FLTA004  | 22. Dez. 2023 17:32     | VSFB SLC-2W | Tantrum                                                                                            | Technologieerprobung | 523 × 215 km     | Fehlschlag zu niedriges Perigäum                                                                                          |
| FLTA005  | 4. Juli 2024 04:03      | VSFB SLC-2W | ELaNa 43: Serenity TechEdSat 11 CatSat Kubesat-1 Mesat1 R5 S2-2.0 R4 S4 SOC-I                      | Ausbildung, Experimente ◻ Technologieerprobung ◻ Forschung ◻ Forschung und Ausbildung ◻ Technologieerprobung ◻                                              | ca. 500 km       | Erfolg |
| FLTA006  | 29. April 2025 13:37    | VSFB SLC-2W | LM 400                                                                                             | Satellitenbus-Erprobung |                  | Fehlschlag Kein Orbit erreicht, nachdem die Düse des Zweitstufentriebwerks kurz nach der Stufentrennung beschädigt wurde. |

### Geplante Starts
| Flug Nr. | Datum (UTC) Anzahl Starts | Startplatz  | Kunde / Nutzlast | Art/Zweck der Nutzlast      | Orbit 3 | Anmerkungen |
| -------- | ------------------------- | ----------- | ---------------- | --------------------------- | ------- | ----------- |
| FLTA007  | 2025                      | VSFB SLC-2W | TacSat           | Technologieerprobung        |         |             |
|          | 2026                      | VSFB SLC-2W | QuickSounder     | Erdbeobachtungssatellit     | SSO     |             |
|          | 2027                      | MARS Pad 0A | INCUS            | 3 Erdbeobachtungssatelliten | LEO     |             |
|          | 23 Starts                 |             | Lockheed Martin  |                             |         |             |
|          | mehrere Starts            | VSFB SLC-2W | Satlantis        | Klimaforschung              | SSO     | Stand 2020  |
|          | drei Starts               | VSFB SLC-2W | L3Harris         | Aufklärungssatelliten       |         | Stand 2020  |

## Eclipse (Firefly Beta, MLV)
Von Beginn an erwog Firefly auch den Bau einer mittelschweren Trägerrakete namens Beta. In ersten Konzepten ähnelte die Rakete einer Delta IV Heavy oder Falcon Heavy: Sie sollte aus drei nebeneinander montierten Alpha-Erststufen und einer Zweitstufe bestehen, welche allerdings – anders als bei Delta und Falcon – vergrößert und verstärkt wird. So sollte die Beta 31 Meter hoch werden und eine wesentlich größere Nutzlastsektion als die Alpha erhalten. Für das Zweitstufentriebwerk namens Lightning 2 waren 163 kN Vakuumschub geplant. Die maximale Startmasse sollte auf 150 Tonnen steigen, die Nutzlastkapazität auf 4000 kg LEO beziehungsweise 3000 kg SSO.
In Zusammenhang mit der Aerojet-Rocketdyne-Kooperation gab Firefly im Oktober 2019 eine Komplettüberarbeitung des Beta-Designs bekannt. Die beiden Seitenbooster sollten entfallen, dafür würde der Rest der Rakete erheblich vergrößert. Es wurde nun eine maximale Nutzlast von 8000 kg LEO und eine Wiederverwendbarkeit der ersten Stufe angestrebt, die das Aeorjet-Rocketdyne-Triebwerks AR1 verwenden könne. Ein Erststart im Jahr 2021 sei möglich. Einige Jahre später wurde der Raketenentwurf nochmals vergrößert. Die Beta sollte nun bis zu 11.000 kg Nutzlast in niedrige Erdumlaufbahnen und 7.000 kg nach SSO bringen können. Als Triebwerke waren fünf Reaver 2 in der Erst- und ein Reaver 1 in der Zweitstufe vorgesehen, beide mit erheblich vergrößerter Leistung gegenüber dem vorherigen Entwurf. Als möglicher Zeitpunkt für einen Erststart wurde das Jahr 2024 genannt, allerdings würde für die Entwicklung noch zusätzliches Geld benötigt.
Im August 2022 gab Firefly dann bekannt, das Projekt gemeinsam mit dem Rüstungs- und Raumfahrtkonzern Northrop Grumman fortzuführen. Die Rakete hieß nun MLV (Medium Launch Vehicle, mittelschwere Trägerrakete). Ihr Design wurde nochmals überarbeitet, mit sieben Miranda-Erststufentriebwerken und zunächst 13 t LEO-Transportleistung. Als angestrebter Erststarttermin wurde nun Ende 2025 genannt. Es folgte eine weitere Erhöhung der Nutzlastkapazität auf 16 t im Jahr 2023 und eine Umbenennung der Rakete in Eclipse im Mai 2025.
Die Erststufe der Eclipse soll auch für die Variante 330 der Northrop-Grumman-Rakete Antares verwendet werden.

## Raketendatentabelle
|                                            | Alpha                         | Beta (2018)                    | Beta (2020)              | Beta (2022)              | MLV (2022)               | MLV (2023)               |
| ------------------------------------------ | ----------------------------- | ------------------------------ | ------------------------ | ------------------------ | ------------------------ | ------------------------ |
| Höhe                                       | 29,75 m                       | 31 m                           | 46,7 m                   | 60,22 m                  | 55,7 m                   | 55,7 m                   |
| Ø Nutzlastsektion                          | 2,2 m                         | 2,8 m                          | 4,7 m                    | 4,7 m                    | 5 m                      | 5,2 m                    |
| Antrieb Erststufe Vakuumschub Motorstarts  | 4× Reaver 1 736 kN 1          | 12× Reaver 1 2208 kN 1         | 5× Reaver 2 4261 kN ?    | 5× Reaver 2 6863 kN ?    | 7× Miranda 7161 kN ?     | 7× Miranda 7161 kN ?     |
| Antrieb Zweitstufe Vakuumschub Motorstarts | 1× Lightning 1 70 kN bis zu 2 | 1× Lightning 2 163 kN bis zu 2 | 1× Reaver 1-V 194 kN ?   | 1× Reaver 1-V 934 kN ?   | 1× Viranda 1097 kN ?     | 1× Miranda V 890 kN ?    |
| Treibstoff / Oxidator                      | RP-1 / Flüssigsauerstoff      | RP-1 / Flüssigsauerstoff       | RP-1 / Flüssigsauerstoff | RP-1 / Flüssigsauerstoff | RP-1 / Flüssigsauerstoff | RP-1 / Flüssigsauerstoff |
| Startmasse                                 | 54,1 t                        | 149,0 t                        | ?                        | ?                        | ?                        | ?                        |
| Max. Nutzlast LEO                          | 1000 kg                       | 4000 kg                        | 8000 kg                  | 11000 kg                 | 13000 kg                 | 16000 kg                 |
| … 500 km SSO                               | 630 kg                        | 3000 kg                        | 5800 kg                  | 7000 kg                  | 11600 kg                 | ?                        |
| … GEO mit Kickstufe                        | 600 kg                        |                                |                          |                          |                          |                          |
| GTO                                        |                               |                                |                          |                          | 2750 kg                  |                          |

Die Version 1.0 des Payload User’s Guide vom August 2018 gibt zusätzlich einen Rumpfdurchmesser von 1,8 Metern an.

## Elytra
Ein weiteres Entwicklungsprojekt von Firefly ist der Raumschlepper „Elytra“.

## Mondlander

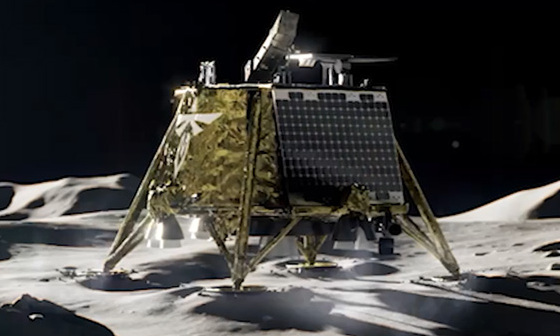
Computergrafik des Mondlanders

Firefly entwickelte und betreibt den Mondlander „Blue Ghost“. Die Entwicklung begann 2019 auf Basis des Landers Beresheet des israelischen Luft- und Raumfahrtkonzerns IAI. Der Firefly-Lander sollte den Namen „Genesis“ erhalten, welcher gleichbedeutend mit „Beresheet“ ist. Später entschied sich das Unternehmen für eine Neuentwicklung mit größerer Transportleistung, wobei weiterhin auch auf IAI-Know-how zurückgegriffen wird. Der Neuentwurf wurde nach der Leuchtkäferart Phausis reticulata benannt, die wegen ihres blauen Lichts auch als „Blue Ghost“ bekannt ist. Der Lander soll je nach Startgeschwindigkeit 85 bis 138 kg Nutzlast zur Mondoberfläche bringen können.
Der erste Blue-Ghost-Lander startete am 15. Januar 2025 zusammen mit der japanischen Mondmission Hakuto-R M2. Am 2. März um 08:34 Uhr (UTC) setzte er weich im Mare Crisium auf, einer äquatornahen Region am Rand der Mondvorderseite. Den Auftrag für diese Mission hatte Firefly 2021 von der NASA im Rahmen von deren CLPS-Mondprogramm erhalten. Sie umfasste den Transport und Betrieb von zehn Geräten für Forschungszwecke mit einer Masse von insgesamt 94 kg. Die übrige Nutzlastkapazität des Landers vermarktete das Unternehmen an weitere Kunden. Die Sonde war einen vollen Mondtag lang – etwa 15 Erdtage lang – in Betrieb. Es war die erste vollständig erfolgreiche Mondlandung eines Privatunternehmens.
Ein weiterer Flug für die NASA ist für 2026 geplant. Die Mission wurde 2023 beauftragt und ist mit 112 Millionen US-Dollar dotiert. Zusammen mit dem Mondlander soll ein Firefly-Raumschlepper des Typs „Elytra Dark“ gestartet werden, der den Satelliten Lunar Pathfinder in einen Mondorbit befördert. Dann soll der Blue Ghost mit zwei NASA-Gerätschaften und weiteren kommerziellen Nutzlasten auf der Mondrückseite landen. Ein dritter Blue-Ghost-Flug für die NASA soll 2028 einen Rover zu den Gruithuisen-Kuppeln bringen, ein vierter 2029 zwei Rover zum Südpol.
Ursprünglich wollte Firefly solche Mondmissionen ab 2024 mit der eigenen Beta-Rakete starten.

## Raketenflugzeug „Firefly Gamma“
Firefly präsentierte auch ein Konzept für ein zweistufiges Raketenflugzeug namens Gamma. Wie das Space Shuttle sollte es senkrecht starten und als Flugzeug landen sowie zu drei Vierteln wiederverwendbar sein. Wahlweise sollten auch Starts von einem Trägerflugzeug aus möglich sein. Haupteinsatzzweck sei der Start von Kleinsatelliten, aber es seien auch Frachttransporte mit Hyperschallgeschwindigkeit denkbar. Seit 2022 wird dieses Projekt auf der Firefly-Website nicht mehr erwähnt.